# Canthium coromandelicum
Canthium coromandelicum là một loài thực vật có hoa trong họ Thiến thảo. Loài này được (Burm.f.) Alston mô tả khoa học đầu tiên năm 1931.

## Hình ảnh

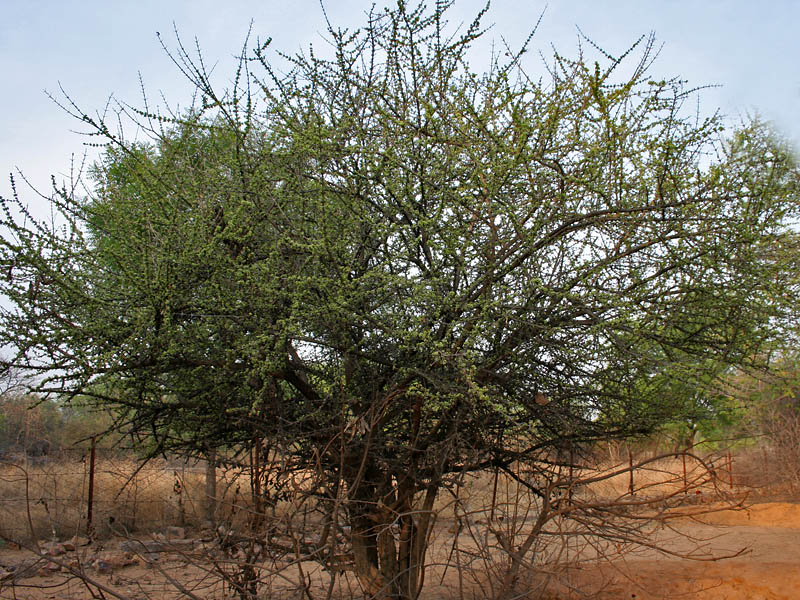
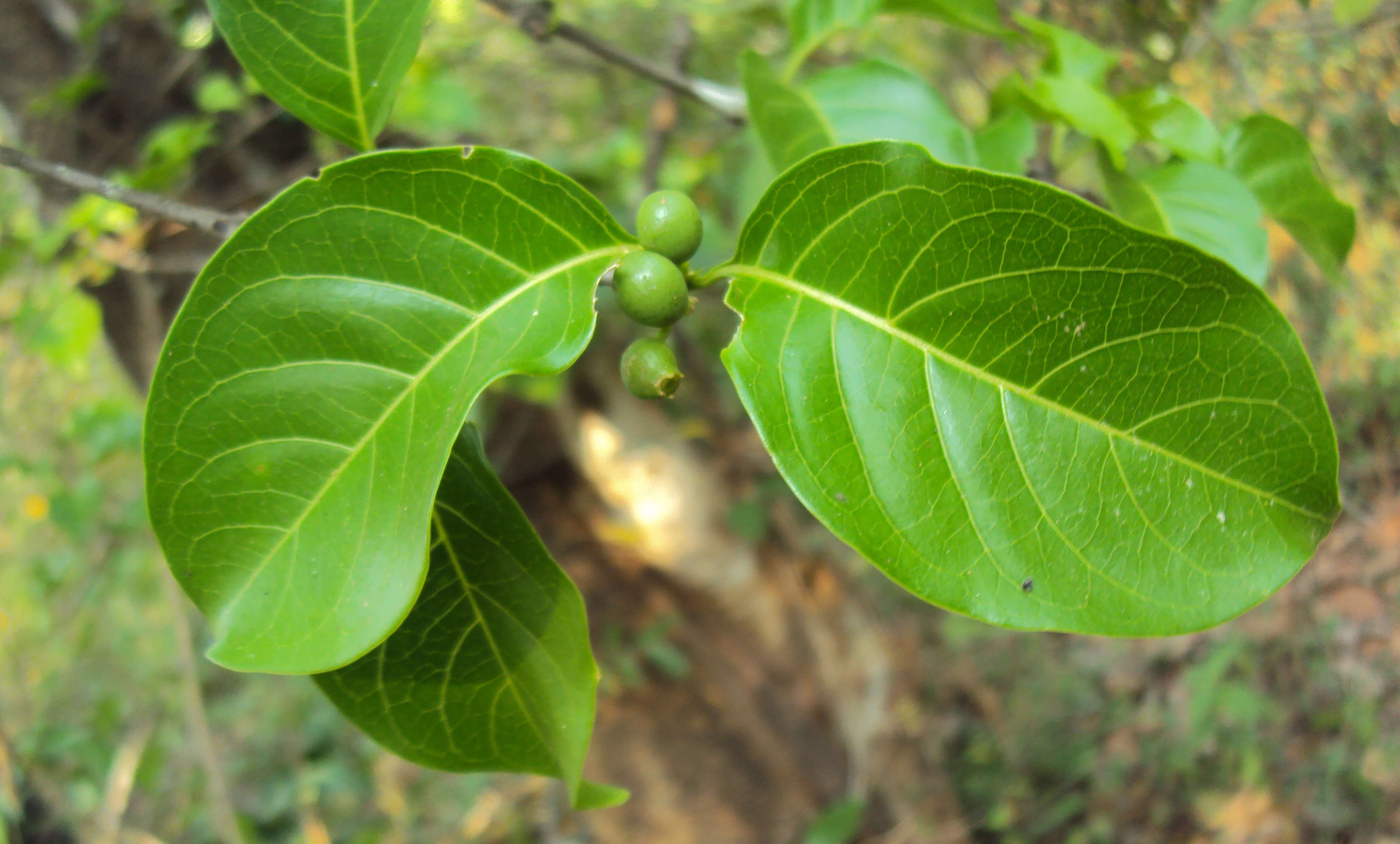
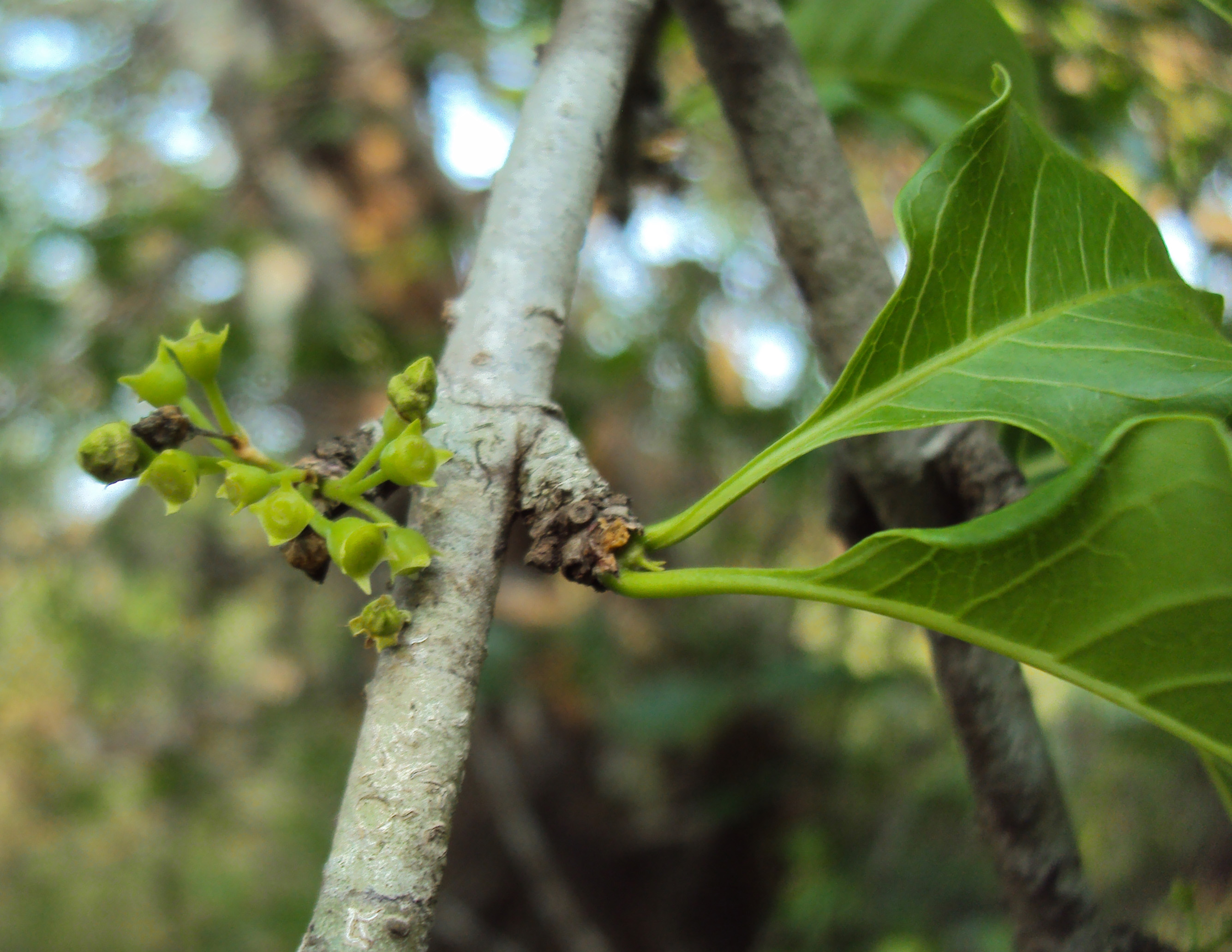
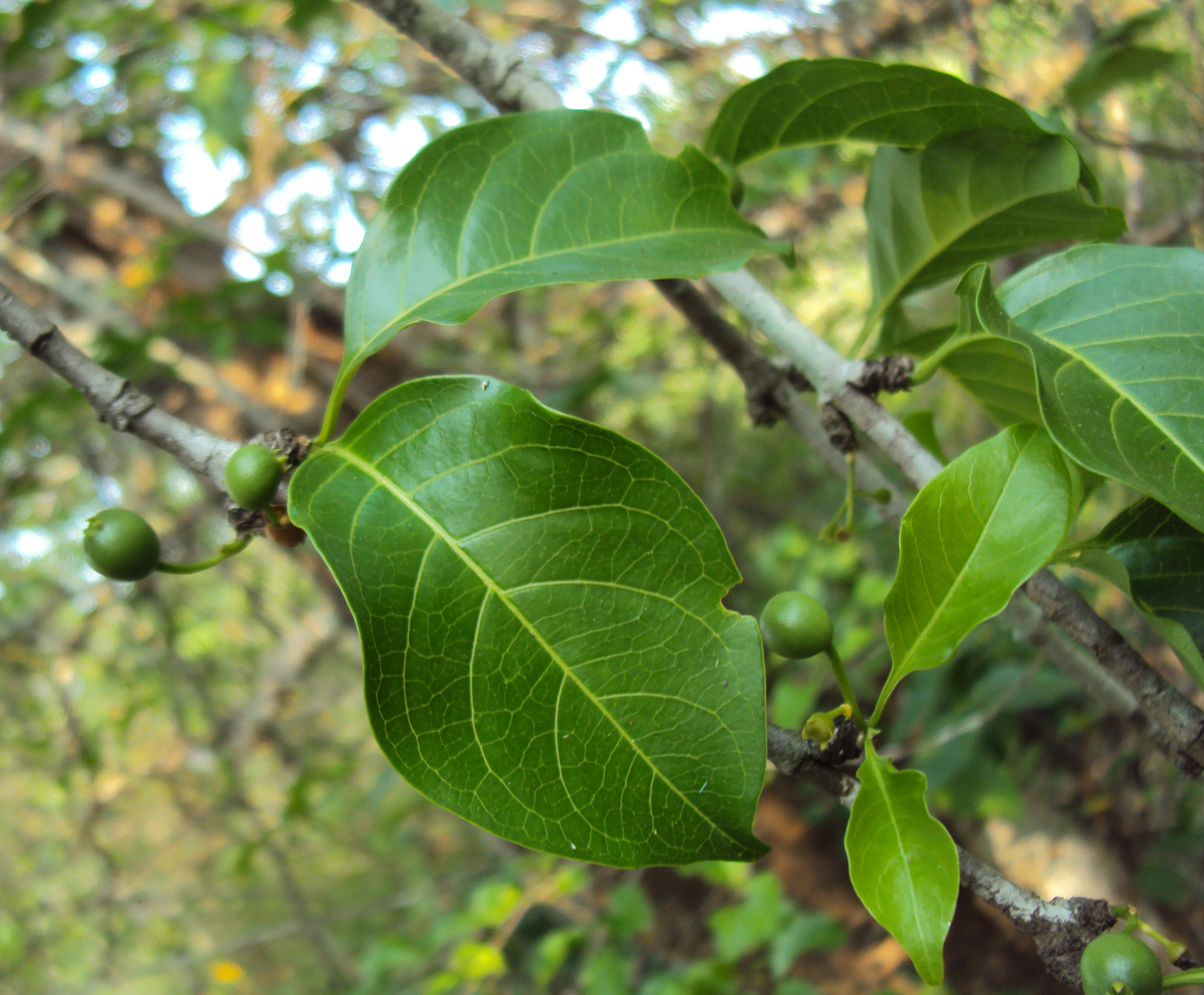